# 마티나 (영화)
"마티나"는 2012년에 개봉한 대한민국 & 오스트레일리아의 합작 영화이다.

## 캐스팅
- 이영수 : 현 역
- 매들린 루크 : 마티나 역
- 셔레인 코너스 : 제시카 역
- 레베카 클레이 : 페니 역
- 샤이 알렉산더 : 바세 역
- 로빈 로이스 쿼리 : 검피 역
- 벤 맥클레인 : 짐 역
- 폴 패가더스 : 헨더슨 역